# Jean Pronovost
Jean Joseph Denis Pronovost (* 18. Dezember 1945 in Shawinigan Falls, Québec) ist ein ehemaliger kanadischer Eishockeyspieler und -trainer, der in seiner aktiven Zeit von 1964 bis 1982 unter anderem für die Pittsburgh Penguins, Atlanta Flames und Washington Capitals in der National Hockey League gespielt hat. Seine Brüder Claude, André und Marcel waren ebenfalls professionelle Eishockeyspieler.

## Karriere
Jean Pronovost begann seine Karriere als Eishockeyspieler bei den Niagara Falls Flyers, für die er von 1964 bis 1966 in der Juniorenliga der Ontario Hockey Association aktiv war. Anschließend spielte der Flügelspieler zwei Jahre lang für die Profimannschaft der Oklahoma City Blazers in der Central Professional Hockey League, stand jedoch bei den Boston Bruins aus der National Hockey League unter Vertrag. Diese verkauften ihn im Mai 1968 gemeinsam mit John Arbour an die Pittsburgh Penguins.
Nach dem Wechsel stand er von 1968 bis 1978 für die Pittsburgh Penguins in der NHL auf dem Eis, bei denen er zu den Führungsspielern und regelmäßig – als Teil der „Century Line“ mit Lowell MacDonald und Syl Apps junior – zu den mannschaftsinternen Topscorern gehörte. In seiner Zeit in Pittsburgh nahm er vier Mal in Folge am NHL All-Star Game teil (1975, 1976, 1977 und 1978). Am 6. September 1978 wurde er im Tausch gegen Gregg Sheppard zu den Atlanta Flames transferiert, für die er zwei Jahre lang spielte. Als das Franchise anschließend umgesiedelt wurde, verkaufte ihn das Nachfolgeteam Calgary Flames an die Washington Capitals. Bei den Capitals spielte er ebenfalls zwei Jahre lang, wobei er in der Saison 1981/82 hauptsächlich für deren Farmteam Hershey Bears in der American Hockey League auf dem Eis stand. Anschließend beendete er seine aktive Karriere im Alter von 36 Jahren.
Von 1994 bis 1996 war Pronovost Cheftrainer der Cataractes de Shawinigan aus der kanadischen Juniorenliga QMJHL. In der Saison 1996/97 betreute er in gleicher Funktion die Rafales de Québec aus der International Hockey League. Zuletzt war er in der Saison 2000/01 für das QMJHL-Team Huskies de Rouyn-Noranda als Cheftrainer tätig.

## Erfolge und Auszeichnungen
- 1975 NHL All-Star Game
- 1976 NHL All-Star Game
- 1977 NHL All-Star Game
- 1978 NHL All-Star Game
- 1996 Trophée Ron Lapointe